# Pułkownikówna
Pułkownikówna. Historia prawdziwa z czasów saskich – powieść historyczno-obyczajowa Józefa Ignacego Kraszewskiego z 1880 roku.
Napisana w Dreźnie i ukończona we wrześniu 1880 roku. Podobnie jak nieco późniejszy Barani Kożuszek, autor dedykował ją rzeźbiarzowi Wiktorowi Łodzia-Brodzkiemu w podziękowaniu „za dar jubileuszowy”, jakim było marmurowe popiersie pisarza ofiarowane w 1879. Powieść drukowano początkowo w odcinkach w „Tygodniku Powszechnym” (nr 35/1881 – 12/1882). Jedyne wydanie książkowe w 1882 opublikował Maurycy Orgelbrand, a kolejne, oparte na rękopisie z Biblioteki Jagiellońskiej, ukazało się dopiero w 1965 nakładem LSW, ze wznowieniem w 1974.

## Tło powstania
Opisana historia jest autentyczna i wydarzyła się na Nowogródczyźnie w 1741 roku. Jako jej źródło posłużyły autorowi Pamiętniki kasztelana brzesko-litewskiego Marcina Matuszewicza, który sam będąc deputatem trybunału, uczestniczył w sądzeniu sprawy będącej trzonem wypadków w powieści. Poza tematem utworu pisarz przejął od pamiętnikarza także charakterystykę postaci oraz ukazanie atmosfery życia średniozamożnej szlachty w okresie panowania Augusta III. Czasy saskie opisywane przez Kraszewskiego w kilkunastu powieściach historycznych z ukazaniem głównie jednak życia dworskiego, tutaj przedstawione są z perspektywy zapadłej prowincji.

## Treść i cechy powieści
Ta „historia prawdziwa co do joty”, jak zaznacza w jej zakończeniu autor, jest opowieścią o pięknej pannie – pułkownikównie Borkowskiej, która wybrzydzając pomiędzy licznymi kandydatami, ostatecznie poślubiła najmniej atrakcyjnego spośród nich. Osią fabuły jest niespodziewana ruina jej rodziny oraz nadziei na świetną przyszłość. Pozornie błaha rywalizacja prestiżowa między dwiema ambicjonalnymi kobietami doprowadza do uruchomienia ciągu zdarzeń o nieoczekiwanym zasięgu i skutkach. W tle zasadniczej akcji pokazuje autor hulaszcze życie średniej szlachty prowincjonalnej i żałosny stan stronniczego i skorumpowanego już wtedy sądownictwa w Rzeczypospolitej. Świadomie stosowany styl makaroniczny uświadamia kalectwo codziennego języka ówczesnych Polaków, będącego pomieszaniem polskiego z łaciną. Moralne przesłanie utworu stanowi kwestia szlacheckiego honoru, zasadniczej ludzkiej uczciwości oraz sprawa „czystego sumienia”. „Kraszewski przypomniał ją zwracając się do czytelników sobie współczesnych. Po latach jest ona i będzie zawsze bardziej aktualna niż losy pięknych panien wychodzących za mąż za najbrzydszych ze swych wielbicieli”.